# Kampa
Kampa – sztuczna wyspa (właściwie półwysep) o powierzchni 5,2 hektara położona w centrum Pragi, w dzielnicy Malá Strana. Leży między rzeką Wełtawą, a wypływającą i wpływającą do niej Čertovką (Czarcim Potokiem) – sztucznym ciekiem wodnym utworzonym w celu napędzania kół młyńskich 3 młynów (współcześnie pozostało jedno z nich, przy młynie „Wielki Przeor”). 
Wyspa połączona jest z resztą Pragi groblą, pod którą do Čertovki pompowana jest woda, oraz 7 kładkami lub małymi mostami rozpiętymi ponad Czarcim Potokiem. Poza tym, na północnej części wyspy opierają się 3 filary słynnego mostu Karola, istnieje możliwość zejścia z niego po schodach na Kampę.
Północną część wyspy, od strony mostu w pobliżu mostu Karola, zajmują hotele, restauracje, oraz domy, które zamieszkuje kilkudziesięciu prażan; położony jest tam także plac zabaw dla dzieci. Na południu natomiast znajduje się wypoczynkowy Kampa Park ze sceną, na której w sezonie turystycznym odbywają się koncerty, i zabytkowym platanem. W parku kampskim ulokowane jest też Muzeum Kampa. Główną ulicą na wyspie jest zamknięta dla ruchu samochodów Na Kampě, obsadzona leszczynami tureckimi.